# Гаваші Андрій Андрійович
Андрій Андрійович Гаваші (Андреас Андреасович Гаваші) (угор. Havasi András, рос. Андрей Андреевич Гаваши (Андреас Андреасович Гаваши), пол. Andrij Hawaszi, нар. 24 лютого 1939, Унгвар, Угорщина) — український і радянський футболіст та спортивний діяч. Виступав за другу збірну СРСР. Увійшов до символічної збірної Закарпаття усіх часів. Володар почесного звання «Заслужений працівник фізичної культури» та його обрано почесним громадянином м. Великий Березний. Випускник фізмату Ужгородського держуніверситету.

## Клубна кар'єра
Свою ігрову кар'єру розпочав у юнацькій команді «Спартак» (Ужгород). У 1956 р. наставник ужгородців Михайло Михалина його ще зовсім молодим юнаком запросив до головної дружини краю, яка тоді була учасником чемпіонату СРСР в класі «Б». Спочатку йому довелося цілий рік просидіти на лаві запасних, але вже у 1957 р. він з командою став четвертьфіналістом Кубка СРСР з футболу у 1 зоні УРСР. Незабаром на талановитого молодого голкіпера звернули увагу тренери київського «Динамо» і в 1959 р. він, разом зі своїми одноклубниками Турянчиком та Сабо переїхав у столицю України. Перший сезон у складі киян, став найуспішнішим в кар'єрі воротаря. Замінивши на останньому рубежі травмованого основного кіпера команди Макарова, продемонстрував надійну і впевнену гру, чим привернув до себе увагу тренерів збірної СРСР, яка тоді почала підготовку до Кубку Європи. Гаваші у 1959 р. зайняв шосте місце серед лауреатів щорічної нагороди Футболіст року в Україні. Згодом він потрапляє в списки кандидатів в збірну СРСР, проводить з національною командою збори, беручи участь у тренувальній грі. (В той час він був внесений в заявку на товариський матч збірних СРСР і Чехословаччини, в якому був дублером Льва Яшина). Але зіграти в головній команді країни, так і не вдалося. Наступного року він повернувся до рідного клубу. В ужгородському «Спартаку», хоч був воротарем, однак розкрив себе і в атаці. Навіть одного сезону став найкращим бомбардиром цієї команди, яку в 1961 р. перейменували на «Верховину» і в якій він завершив свою ігрову кар'єру.
Після того він працював заввідділу молоді і спорту Перечинської РДА. А чи не найяскравіша життєва сторінка в житті Андрія Гаваші — 12 років на посаді голови Федерації футболу Закарпаття (1995–2006), 10 років делегатом Федерації футболу України на матчах вищої і прем'єр-ліги країни, а також діяльність на посаді члена виконкому ФФУ, в якій виконував обов'язки заступника голови комітету по зв'язках із регіонами (курирував західні області).

## Досягнення
Командні трофеї
Чемпіонат УРСР з футболу
- Першість УРСР. Клас «Б». 1 зона
  - 3 місце: 1964
- Кубок СРСР з футболу. 1 зона УРСР
  - фіналіст: 1961
  - півфіналіст: 1963
  - четвертьфіналіст (2): 1957, 1964

Чемпіонат СРСР з футболу
- Чемпіонат СРСР (клас «А»)
  - 7 місце: 1959

Індивідуальні досягнення
- Зайняв шосте місце серед лауреатів щорічної нагороди Футболіст року в Україні (1959)